# Sallé (Burkina Faso)
Pour les articles homonymes, voir Sallé.
Sallé est une commune située dans le département de Kouka de la province des Banwa au Burkina Faso.